# Байгульське сільське поселення
Байгу́льське сільське поселення (рос. Байгульское сельское поселение) — сільське поселення у складі Чернишевського району Забайкальського краю Росії.
Адміністративний центр — село Байгул.

## Історія
2014 року було утворено село Сухий Байгул шляхом виділення частин із села Байгул.

## Населення
Населення сільського поселення становить 882 особи (2019; 993 у 2010, 1198 у 2002).

## Склад
До складу сільського поселення входять:
| Населений пункт    | Населення, осіб (2002) | Населення, осіб (2010) |
| ------------------ | ---------------------- | ---------------------- |
| Байгул, село       | 1198                   | 993                    |
| Сухий Байгул, село | -                      | -                      |